# Ллойд Ґудріч
Ллойд Ґудріч (англ. Lloyd Goodrich; 10 липня 1897 — 27 березня 1987) — американський історик мистецтва. Багато писав про американських художників, зокрема Едварда Гоппера, Томаса Ікінса, Вінслоу Гомера, Рафаеля Соєра та Реджинальда Марша. Протягом багатьох років його ім'я було пов’язано з Музеєм американського мистецтва Вітні в Нью-Йорку.

## Життя та кар'єра
Ллойд Ґудріч провів дитинство в Натлі, штат Нью-Джерсі. Був близьким другом Реджинальда Марша, який згодом став відомим художником.
Спочатку Ґудріч розглядав кар'єру художника. У 1913-1915 роках він вивчав живопис і малюнок у Лізі студентів-художників Нью-Йорка у Кеннета Гейса Міллера. З кінця 1915 до літа 1916 року навчався у Дуґласа Волка в Національній академії дизайну. 1916 року Ґудріч повернувся до Ліги студентів-художників, але до 1918 року відмовився від своїх мистецьких амбіцій.
1935 року Музей американського мистецтва Вітні призначив Ґудріча куратором досліджень. Пізніше, 1948 року, він став заступником директора, а 1958 року – директором.
Ллойд Ґудріч помер у віці 89 років від раку.

## Зовнішні посилання
- Dictionary of Art Historians biographical entry
- Monuments Men Foundation biographical entry